# 1793 Zoya
1793 Zoya è un asteroide della fascia principale. Scoperto nel 1968, presenta un'orbita caratterizzata da un semiasse maggiore pari a 2,2237625 au e da un'eccentricità di 0,0973912, inclinata di 1,50920° rispetto all'eclittica.
L'asteroide è dedicato alla partigiana sovietica Zoja Kosmodem'janskaja, prima eroina dell'Unione Sovietica.